# Jamie Wilson
Jamie Wilson (Bournemouth, 31 gennaio 1996) è un calciatore anglo-verginiano, centrocampista del Bournemouth FC.

## Carriera

### Nazionale
Nel 2018 ha esordito in nazionale, giocando 5 partite in due anni (4 delle quali valevoli per le qualificazioni alla CONCACAF Nations League 2019-2020.

## Statistiche

### Cronologia presenze e reti in nazionale
| Cronologia completa delle presenze e delle reti in nazionale ― Isole Vergini Britanniche | Cronologia completa delle presenze e delle reti in nazionale ― Isole Vergini Britanniche | Cronologia completa delle presenze e delle reti in nazionale ― Isole Vergini Britanniche | Cronologia completa delle presenze e delle reti in nazionale ― Isole Vergini Britanniche | Cronologia completa delle presenze e delle reti in nazionale ― Isole Vergini Britanniche | Cronologia completa delle presenze e delle reti in nazionale ― Isole Vergini Britanniche | Cronologia completa delle presenze e delle reti in nazionale ― Isole Vergini Britanniche | Cronologia completa delle presenze e delle reti in nazionale ― Isole Vergini Britanniche |
| Data                                                                                     | Città                                                                                    | In casa                                                                                  | Risultato                                                                                | Ospiti                                                                                   | Competizione                                                                             | Reti                                                                                     | Note                                                                                     |
| ---------------------------------------------------------------------------------------- | ---------------------------------------------------------------------------------------- | ---------------------------------------------------------------------------------------- | ---------------------------------------------------------------------------------------- | ---------------------------------------------------------------------------------------- | ---------------------------------------------------------------------------------------- | ---------------------------------------------------------------------------------------- | ---------------------------------------------------------------------------------------- |
| 25-7-2018                                                                                | Philipsburg                                                                              | Sint Maarten                                                                             | 2 – 3                                                                                    | Isole Vergini Britanniche                                                                | Amichevole                                                                               | -                                                                                        |                                                                                          |
| 13-10-2018                                                                               | Paramaribo                                                                               | Suriname                                                                                 | 5 – 0                                                                                    | Isole Vergini Britanniche                                                                | CONCACAF Nations League 2019-2020 - 1º turno                                             | -                                                                                        |                                                                                          |
| 16-10-2018                                                                               | Fort-de-France                                                                           | Martinica                                                                                | 4 – 0                                                                                    | Isole Vergini Britanniche                                                                | CONCACAF Nations League 2019-2020 - 1º turno                                             | -                                                                                        |                                                                                          |
| 21-3-2019                                                                                | The Valley                                                                               | Isole Vergini Britanniche                                                                | 2 – 2                                                                                    | Turks e Caicos                                                                           | CONCACAF Nations League 2019-2020 - 1º turno                                             | -                                                                                        |                                                                                          |
| 24-3-2019                                                                                | The Valley                                                                               | Isole Vergini Britanniche                                                                | 1 – 2                                                                                    | Bonaire                                                                                  | CONCACAF Nations League 2019-2020 - 1º turno                                             | 1                                                                                        | 31’                                                                                      |
| Totale                                                                                   |                                                                                          | Presenze                                                                                 | 5                                                                                        |                                                                                          | Reti                                                                                     | 1                                                                                        |                                                                                          |